# هانس ألبرت
هانس ألبرت (بالألمانية: Hans Albert)‏ هو فيلسوف ألماني، ولد في 8 فبراير 1921 في كولونيا في ألمانيا.

## وصلات خارجية
- هانس ألبرت على موقع مونزينجر (الألمانية)